# Масмедиологија на Балкану
Масмедиологија на Балкану или Др. бр. 1 је југословенски филм из 1989. године. Режирао га је Вук Бабић, који је и написао сценарио са Дејаном Ђурковићем и Миланом Шећеровићем према делу Др Бранислава Нушића.